# Britten-Norman BN-2 Islander
Britten-Norman Islander (также известный как BN-2) — лёгкий самолёт, производящийся британской авиастроительной компанией Britten-Norman. Islander — один из самых продаваемых самолётов западноевропейского производства. Широко эксплуатируется во многих странах на местных авиалиниях малой протяжённости. В частности, Britten-Norman Islander используется шотландской авиакомпанией Loganair на самом коротком в мире авиарейсе Уэстрей — Папа-Уэйстрей, который длится всего 2 минуты.

## Разработка
Разработка Islander началась в 1963 году. Первый прототип BN-2 совершил первый полёт 13 июня 1965 года, второй опытный экземпляр — 20 августа 1966 года. Оба они были оснащены менее мощными двигателями, чем серийные машины. Первый серийный Islander поднялся в воздух 24 апреля 1967 года.

## Модификации
- BN-2A Islander — усовершенствованная версия, впервые поднялась в воздух в 1969 году. Были улучшены аэродинамические характеристики машины, оборудование, а также изменён багажный отсек.
- Defender — военная модификация Islander, совершила первый полёт 20 мая 1970 года.
- Maritime Defender — другая военная модификация Islander, предназначенная для поисково-спасательных служб, берегового патрулирования и рыбоохраны.
- BN-2B Islander II — в 1978 году начала выпускаться последующая модификация, усовершенствования коснулись увеличения грузоподъёмности и понижения уровня шума. Появилась возможность производства самолётов с увеличенной длиной, увеличенным багажным отсеком, законцовками крыла, дополнительными топливными баками и двигателями
- BN-2T Turbine Islander — версия с двигателями Allison 250-B17C.
- BN-2A Mk III Trislander — последующее развитие Islander, имеет значительно большую вместимость. Был удлинён фюзеляж, модифицировано шасси и добавлен третий двигатель в хвосте. Прототип был сделан из второго опытного образца BN-2 и совершил первый полёт 11 сентября 1970 года.

Islander производился разными заводами Britten-Norman. В конце 1960-х годов самолёт производили на заводе в Бембридже на острове Уайт. Румынская IRMA производила самолёт с 1969 года, Бельгийская SONACA — с 1973 года. Также производство велось на Филиппинах.

## Военные операторы
Ангола
 Бельгия
 Белиз
 Ботсвана
 Мьянма
 Великобритания
- Королевские ВВС

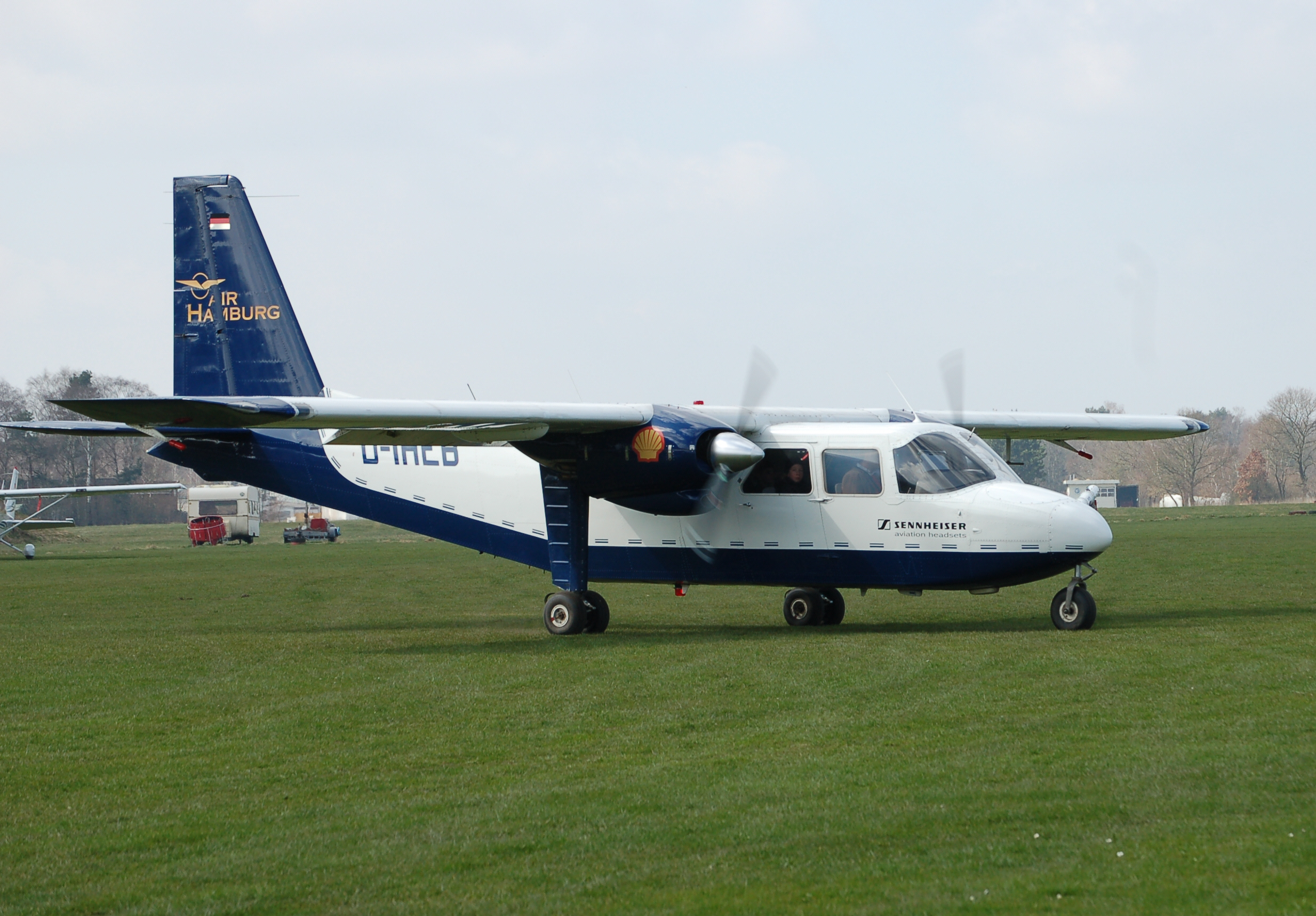
Britten-Norman Islander II компании Air Hamburg (Германия)

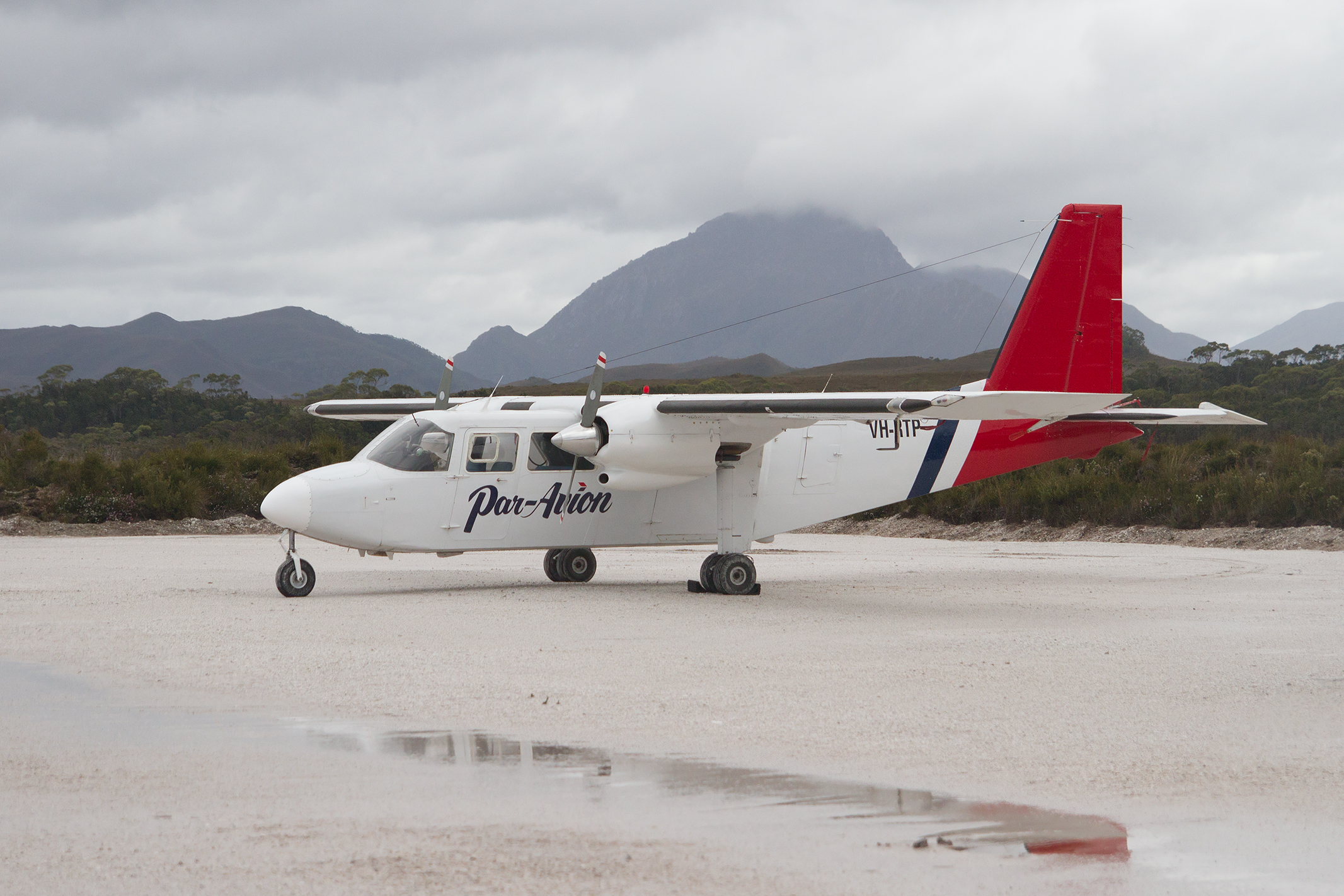
Britten-Norman BN-2 Islander на Тасмании

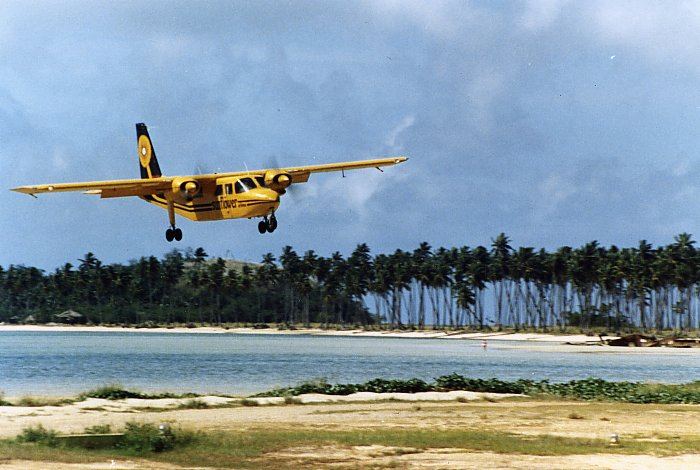
Islander а/к Sunflower Airlines совершает посадку в Malololailai, Фиджи, 1986.

- Корпус армейской авиации Великобритании

 Венесуэла
 Гана
 Гайана
- Силы обороны Гайаны

 Гаити
 Гонконг
- Королевские ВВС в Гонконге

 Заир
 Зимбабве
 Индия
 Индонезия
 Кипр
 Мадагаскар
 Мальта
 Мавритания
 Мексика
 Непал
 Оман
 Панама — один BN-2В, по состоянию на 2011 год
 Катар
 Руанда
 Сейшельские Острова
 ЮАР
 Суринам
 Таиланд
 Финляндия
 Филиппины
- ВВС Филиппин
- ВМФ Филиппин

 ОАЭ
 Ямайка — один BN-2A, по состоянию на 2011 год

## Гражданские операторы/Бывшие операторы
Ирландия
- Aer Arann

 Панама
- Aviones de Panama S.A.
- Aero Taxi
- PARSA
- ANSA
- TRANSPASA
- AVIATUR
- Air Panama

 Мексика
- Aero Taxis de CV

 Новая Зеландия
- Real Journeys
- Chathams Pacific Airlines

 Австралия
- Lady Elliot Island

 Фиджи
- Pacific Island Air

 Великобритания
- Loganair
- Hebridean Air Services

 США
- Inter Island Airways — Самоа
- American Samoa Government (ASG) — Самоа

 Германия
- Luftverkehr Friesland Harle

 Гайана
- Roraima Airways
- Air Services Limited

## Лётно-технические характеристики (BN-2A Islander)

### Технические характеристики
- Экипаж: 1 или 2 пилота
- Пассажировместимость: максимум 9
- Длина: 10,86 м
- Размах крыла: 14,94 м.
- Высота: 4,18 м.
- Площадь крыла: 30,2 м²
- Масса пустого: 1 627 кг
- Максимальная взлётная масса: 2 994 кг
- Двигатели: 2× Lycoming O-540-E4C
- Мощность: 2× 195 кВт

### Лётные характеристики
- Максимальная скорость: 273 км/ч
- Крейсерская скорость: 257 км/ч
- Практическая дальность: 1 400 км
- Практический потолок: 4 024 м
- Скороподъёмность: 4,9 м/с
- Нагрузка на крыло: 97,8 кг/м²

## Аварии и катастрофы
По данным на 2 мая 2021 года, в различных авариях и катастрофах было потеряно 304 самолёта различных модификаций. При этом погиб 681 человек. Самолёт пытались угнать 6 раз.